# Stachylinoides
Stachylinoides är ett släkte av svampar. Stachylinoides ingår i familjen Harpellaceae, ordningen Harpellales, divisionen oksvampar och riket svampar.
|                | Stachylina                               |
|                |                                          |
|                | Harpella                                 |
|                |                                          |
|                | Harpellomyces                            |
|                |                                          |
| Stachylinoides | \| \| Stachylinoides arctata \| \| \| \| |
|                | \| \| Stachylinoides arctata \| \| \| \| |
|                | Carouxella                               |
|                |                                          |
|                | Stachylinoides arctata                   |
|                |                                          |

|  | Stachylinoides arctata |
|  |                        |